# Іоффе Еммануїл Григорович
Еммануїл Григорович Іоффе (біл. Эмануіл Рыгоравіч Іофэ, рід. 20 березня 1939, Березине) — радянський і білоруський історик, соціолог і політолог, доктор історичних наук.
Вніс істотний внесок в білоруську історіографію, дослідження історії євреїв Білорусі, вивчив і описав ряд маловідомих аспектів Великої Вітчизняної війни, а також провів розслід життя і діяльності ряду керівників УРСР. Відомий також як діяльний популяризатор історичних знань, педагог і громадський діяч.
Один з провідних фахівців з історії Голокосту в Білорусі.

## Біографія
Народився 20 березня 1939 року в м. Березино Мінської області (на той момент — селище міського типу Могилевської області).
Отець Григорій Саулович (1896—1987), уродженець містечка Селиба Ігуменськогоповіту. Воював у складі Першої Кінної армії під час Громадянської війни, отримав важке поранення в ногу. Мати Куна Наумівна Фрумкіна (1906—1986), уродженка Березина. У сім'ї крім Еммануїла було ще два сини: старший — Саул 1935 р. н. і молодший — Наум 1942 р. н. Двоюрідною сестрою Григорія Іоффе і тіткою Еммануїла була революціонерка Віра Слуцька. Двоюрідним братом був Савелій Якович Іоффе — діяльний учасник партизанського руху в Любанському районі Мінської області.
На початку Великої Вітчизняної війни родині Іоффе вдалося евакуюватися в Казахстан. Григорія Сауловича, незважаючи на численні заяви про виправляння на фронт, медична комісія не пропустила через важке поранення. У 1941—1942 роках близько 20 родичів Еммануїла Іоффе, які залишилися в Білорусі, загинули під час Голокосту. Навесні 1945 року сім'я Іоффе повернулася з Казахстану в Березино.
1946 року Еммануїл вступив у Березинську середню школу № 2, яку закінчив влітку 1956 року з двома четвірками і іншими відмінними оцінками в атестаті. Того ж року він вступив на перший курс історичного факультету БДУ.
Влітку 1957 року брав участь в освоєнні цілинних земель у Казахстані, за що був нагороджений почесною грамотою ЦК ЛКСМ Казахстану.
Після закінчення університету 1961 року був направлений на роботу вчителем історії та суспільствознавства у Кремокську середню школу Стародорозького (потім Слуцького) району Мінської області. У школі він працював до 1964 року, після чого перейшов працювати в Новопольський сільськогосподарський технікум. Під час роботи в технікумі вступив на заочне відділення економічного факультету МДУ за спеціальністю «політична економія», де провчився кілька років.
У липні 1967 року Еммануїл Іоффе одружився з Елеонорою Ліфшиц, 1945 р. н., уродженці Мінська, і переїхав до столиці республіки. Два роки він працював завучем і вчителем історії в середній школі № 13, а наступні 9 років — учителем історії та суспільствознавства в середній школі № 100.
1969 року, продовжуючи працювати в школі, вступив на заочну аспірантуру Інституту історії Академії наук УРСР. 1975 року він захистив кандидатську дисертацію, а 30 серпня 1978 року після піврічної погодинної роботи на кафедрі наукового комунізму був прийнятий на штатну роботу асистентом кафедри в Мінський педагогічний інститут імені М. Горького (нині — Білоруський державний педагогічний університет).
1983 року він став доцентом. У квітні 1993 року Еммануїл Іоффе захистив докторську дисертацію і з цього часу працює професором кафедри політології і права Білоруського державного педагогічного університету.
Після захисту докторської дисертації Еммануїл Іоффе вирішив вдосконалювати свою освіту і отримав ще два дипломи. 1993 року він закінчив Національний інститут гуманітарних наук Республіки Білорусь і отримав диплом за спеціальністю «Політолог. Викладач політології», а 1996 року — Республіканський інститут вищої школи та гуманітарної освіти та отримав третій диплом за спеціальністю «Соціологія». У цей же період в 1993—1994 роках він заочно закінчив курс «Катастрофа європейського єврейства» «Відкритого університету Ізраїлю», про що отримав відповідний сертифікат 1995 року.
1995 року Вища атестаційна комісія Білорусі присвоїла йому вчене звання «професор».
У березні-квітні 2009 року в Національній бібліотеці Білорусі пройшла вистава, присвячена 70-річчю Еммануїла Іоффе.

## Наукова робота

### Радянська доба
Схильність до наукової діяльності Іоффе виявив ще під час навчання в університеті. Зокрема, він брав участь у конкурсах студентських наукових робіт, а також у всесоюзних студентських наукових конференціях. За активну участь у науковій роботі ректорат БГУ нагородив його двотомником Ернеста Хемінгуея, а в квітні 1961 року він був обраний почесним членом студентського наукового товариства Латвійського державного університету ім. П. Стучки.
В період своєї вчительської роботи Іоффе 10 разів (9 в Мінську і 1 в Москві) намагався поступити в аспірантуру у вузи, НДІ АН УРСР і Міністерства освіти, але не проходив за конкурсом. Нарешті в 1969 році він був зарахований в заочну аспірантуру Інституту історії АН УРСР. Його науковим керівником став доктор історичних наук Зіновій Юлійович Кописький. Як писав згодом сам Іоффе, Кописький зробив найбільший вплив на його формування як науковця.
У 1972 році він опублікував статтю в престижному московському науковому журналі «Советское славяноведение» по науковій спадщині В.І. Пічети.
Найбільш значною науковою працею Іоффе радянського періоду стала монографія «З історії білоруського села (Радянська історіографія соціально-економічного розвитку білоруської села середини XVII — першої половини XIX ст.)», видана в 1990 році. У рецензії на цю роботу була відмічена величезна джерельна база та включення в розгляд праць не тільки білоруських, але і російських, українських, литовських і польських істориків. Особливу значимість мали звернення до польської історіографії та введення в обіг досліджень ряду репресованих радянських істориків. Зазначалося також, що автор акцентував увагу не тільки на успіхах і досягненнях у висвітленні історичних проблем, але також виявляв недоліки, спірні і невирішені питання. Леонід Сміловицький зазначив, що книга Іоффе позбавлена порожніх політизованих закликів і посилань на політику КПРС, проте в ній наводяться дійсно важливі політичні рішення, які вплинули на розвиток історичної науки в БРСР. Ще одна позитивна рецензія була опублікована в бюлетені «Вісті АН УРСР». Монографія входить в список досліджень, рекомендованих ВАК Республіки Білорусь для аспірантів, які готуються до складання іспитів з історії.
У період 1978—1991 рр. Іоффе опублікував ряд наукових статей про життя і діяльність деяких відомих представників білоруської науки і культури, зокрема, Якуба Коласа, С.М. Некрашевича і В. М. Ігнатовського. Крім цього, він став співавтором книги «Академік В. І. Пічета. Сторінки життя».
В цей же період він зайнявся військово-історичними дослідженнями, результатом яких стало безліч статей про радянських воєначальників, пов'язаних з Білорусією, і книга «Радянські воєначальники на білоруській землі. Путівник по місцях життя і діяльності», опублікована в 1988 році.

### Захист докторської дисертації
До осені 1991 року Іоффе підготував докторську дисертацію на тему «Радянська історіографія соціально-економічного розвитку білоруської села у середині XVII — першій половині XIX століття».
Першим етапом її захисту стало спільне засідання кафедри історії Білорусі і соціально-політичних дисциплін і кафедри історії СРСР 31 жовтня 1991 року. У подальшому дисертація обговорювалася у відділах спеціальних історичних досліджень та історії Білорусі епохи Середньовіччя Академії наук Республіки Білорусь. Остаточний висновок було підписано завідувачами цих відділів 4 січня 1993 року.
Сам захист дисертації на здобуття наукового ступеня доктора історичних наук відбувся у квітні 1993 року в Раді Інституту історії Академії наук Республіки Білорусь. Опонентами Іоффе були доктор історичних наук професор Володимир Михнюк, доктор історичних наук Зіновій Кописький, доктор історичних наук професор Йосип Юхо. Провідною науковою установою в процесі захисту дисертації була кафедра економічної історії БГЭУ. Висока оцінка дисертації опонентами збіглася з оцінками рецензентів базової монографії.
На думку авторів книги "Е. Р. Іоффе. Портрет вченого і педагога, затримка другого етапу захисту була пов'язана з протидією ряду недоброзичливців в Інституті історії, які керувалися заздрістю і антисемітськими мотивами.

### Пострадянська доба
Після отримання додаткової освіти в галузі політології, соціології та єврейської історії Іоффе зайнявся дослідженнями в області гебраїстики.
З 1996 року він опублікував ряд робіт з історії білоруських євреїв. Основними темами в цій галузі стали соціально-економічні аспекти в історії білоруських євреїв, діяльність єврейських організацій на території Білорусі, масові переслідування і вбивства євреїв у роки нацистської окупації та роль білоруських євреїв і їх нащадків в історії інших країн.
У своїх роботах Іоффе розвінчав ряд міфів з історії білоруських євреїв. Він спростував розхожу думку, що євреї прийшли на білоруську землю як чужинці в пошуках вигоди, були багатіями і гнобителями або займалися торгівлею, уникаючи фізичної праці. Іоффе показав, що поява євреїв на білоруській території було ініціативою тодішньої влади, яка запрошувала з-за кордону купців, ремісників і лікарів, оскільки всередині країни кріпосний лад обмежував можливості подібної спеціалізації. При цьому більшість євреїв жили в такій же бідності, як і їх білоруські сусіди. Зокрема, в 1765 році всі литовські та білоруські євреї виявилися неплатоспроможними, і заборгованість швидко зростала. Абсолютну більшість білоруських євреїв до кінця XIX століття становили ремісники, в основному, шевці або кравці.
Також Іоффе оприлюднив ряд наукових праць в області історії сіоністського руху в Білорусі. Роль білоруських євреїв в сіонізмі була розкрита на прикладах діяльності Шмуеля Могилевера, Менахема Усишкіна, організацій «Ха-шомер ха-цаир», «Тарбут» та інших. Найбільш велика робота в цій області — монографія «Джойнт в Білорусі», написана в співавторстві з Беньяміном Мельцером. У цій книзі вперше показана діяльність Джойнта в регіоні та його внесок у підтримку білоруської науки і культури з 1921 по 1930 роки. Іоффе встановив, що діяльність організації носила інтернаціональний характер і не закінчувалась єврейським населенням. Зокрема, допомогу Джойнта отримували Янка Купала, Якуб Колас, Володимир Пічета і безліч інших білоруських учених і діячів культури.
Популярність отримали дві роботи Іоффе про видатних євреїв, які народилися на землях Білорусі. Це монографія «Білоруські євреї в Ізраїлі» (2000) і книга «Нобелівські лауреати з білоруським корінням» (2008). У рецензіях відзначаються наукові достоїнства і затребуваність даних робіт.
Головна робота Іоффе по темі геноциду білоруських євреїв у роки Другої світової війни — монографія «Білоруські євреї: трагедія і героїзм. 1941—1945», опублікована в 2003 році. У цій роботі крім загального комплексного підходу до теми вчений зробив ряд піонерських системних реконструкцій окремих питань, наприклад, діяльності партизанської бригади Н. Н. Нікітіна, партизанського загону ім. Ворошилова, діяльності євреїв у складі спецгруп НКВС, а також висунув альтернативну версію вбивства Вільгельма Кубе. Автор вперше глибоко відобразив тему участі євреїв в антифашистському підпіллі в білоруських містах.
Крім єврейської тематики, Іоффе зайнявся також малодослідженими сюжетами періоду Другої світової війни. Результатом цієї роботи стала вийшла в 2007 році книга «Абвер, поліція безпеки і СД, таємна польова поліція, відділ „Іноземні армії — Схід“ в західних областях СРСР. Стратегія і тактика. 1939—1945». У рецензії на книгу вказується, що вона розкриває ряд раніше невідомих аспектів діяльності спецслужб нацистів на території СРСР, зокрема, склад і особливості роботи агентури, наводить ряд  фактів, які ніколи не публікувалися, із залученням великого обсягу архівної інформації. Зокрема, автору вдалося підрахувати кількість жертв серед учасників білоруського підпілля, яка склала 37 500 чоловік, тобто приблизно половину від загальної чисельності. Тему Другої світової війни доповнили книги «Вище партизанське командування Білорусі, 1941—1944» (2009) та «Коли і навіщо Гітлер та інші вищі чини нацистської Німеччини приїжджали в СРСР?» (2010). В останній книзі Іоффе доводить, що рішення про наступ на Москву було прийнято Гітлером під час візиту до Борисова влітку 1941 року.
Окремою темою досліджень Іоффе став аналіз життя і діяльності керівників УРСР. Підсумком цієї наукової роботи стала книга «Від М'ясникова до Малофєєва. Хто керував БРСР», що вийшла в 2008 році. У рецензії на цю монографію доктор історичних наук, професор Михайло Стрілець пише, що її можна оцінити як зразок комплексного дослідження персоналій в сучасній білорусистиці. Іоффе відкриває для масового читача ряд невідомих імен в керівництві УРСР, вводить у науковий обіг нові факти, закриває прогалини і виправляє неточності більш ранніх видань з даної тематики.

### Експертна робота
Іоффе був членом трьох наукових рад із захисту дисертацій:
- Рада по захисту докторських дисертацій при БДПУ ім. Танка;
- Рада по захисту докторських дисертацій при БГУ;
- Рада по захисту дисертацій на здобуття наукового ступеня кандидата історичних наук[40] при Білоруському НДІ документознавства та архівної справи.

Він є також експертом «Фонду фундаментальних досліджень Республіки Білорусь» та науковим консультантом 6-томної «Енциклопедії історії Білорусі» і 18-томної «Білоруської енциклопедії».

### Викладацька діяльність
В рамках роботи професором кафедри політології і права БДПУ Еммануїл Іоффе вів масштабну викладацьку роботу. Він був одним з перших лекторів, які перейшли на білоруську мову у викладанні політології, розробив цілий ряд нових лекцій і спецкурсів. При цьому він також брав участь більш ніж в 300 республіканських і міжнародних наукових конференціях, писав і редагував навчальні посібники, керував науковою роботою своїх студентів. Студенти називають Іоффе «майстром дискусії» за його методологію проведення семінарів.
З 1995 року Іоффе поєднував викладання в БДПУ з роботою в ряді інших навчальних закладів. Зокрема, з 1995 по 1998 роки він був проректором Єврейського народного університету, з 1999 по 2004 — професором кафедр економіки, соціальних наук і юдаїки Міжнародного гуманітарного інституту Білоруського державного університету (БДУ), викладав в Інституті управління та підприємництва і Комерційному університеті управління. У 2004—2006 був професором кафедри культурології факультету міжнародних відносин БГУ.

### Найважливіші наукові досягнення
На думку авторів книги «Е. Р. Іоффе. Портрет вченого і педагога», ключові наукові дослідження Іоффе зроблені в області єврейської історії, малодосліджених і недосліджених аспектів Другої світової війни та аналізі життя і діяльності ряду керівників УРСР. Він вважається одним з провідних у Білорусі фахівців з історії Голокосту.
Еммануїл Іоффе є автором понад 1550 публікацій. З них 622 — наукові роботи загальним обсягом понад 960 друкованих аркушів, у тому числі 40 книг і брошур. Наукові роботи Іоффе видавалися в Німеччині, США, Ізраїлі, Польщі та ряді інших країн. Підготував двох кандидатів історичних наук і одного магістра історії. Був офіційним опонентом при захисті 22 дисертацій з історії, однієї — з соціології і однією з політології.

## Громадська діяльність
Еммануїл Іоффе багато років займався і продовжує займатися громадською діяльністю, пов'язаною з пропагандою історичних знань.
У 1991 році він став членом Білоруського союзу журналістів. З тих пір у багатьох білоруських газетах і журналах публікувалися сотні робіт вченого. У 2005 і 2006 роках був лауреатом конкурсів цього союзу. Він був одним з творців Асоціації політичних наук і Білоруського суспільства політологів.
Крім цього, Іоффе був у різний час академіком Міжнародної академії вивчення національних меншин, членом Дослідницької ради консультантів Американського біографічного інституту з присудженням звання «Людина року» (2001—2002), експертом по національним відносинам Білоруської секції Міжнародного товариства прав людини, членом правління республіканського історичного товариства та фонду «Тростенец», членом редколегії журналу «Вісник Брестського державного технічного університету», редакційної ради журналів «Беларуская мінуўшчына» і «Народна асвета».

## Нагороди
Нагороджений почесною грамотою ЦК ЛКСМ Казахстану, медаллю «За військову доблесть. В ознаменування 100-річчя В. І. Леніна», знаком «Відмінник освіти Республіки Білорусь», почесними грамотами і грамотами Міністерства вищої і середньої спеціальної освіти СРСР, ректорату МШИ ім. А. М. Гіркого і БДПУ ім. М. Танка.

## Родина
Дружина Еммануїла Іоффе — Елеонора Ісааківна Лівшиць — народилася в 1945 році в Мінську в родині викладачів. Її батько був завідувачем кафедри іноземних мов в АН БРСР, а мати — вчителькою географії. Сама Елеонора закінчила Мінський радіотехнічний інститут і працювала старшим інженером в Інституті технічної кібернетики АН УРСР. У 2000-ті роки вона працювала куратором в єврейській благодійної організації «Хесед-Рахамим».
Старший брат Еммануїла Григоровича Саул закінчив Ленінградський гірничий інститут, багато років працював у галузі геології, має нагороди. Станом на жовтень 2010 року живе в Мінську і працює директором «Музею дорожнього господарства Республіки Білорусь». Молодший брат Наум закінчив Мінський індустріальний технікум, працював на заводі в Мінську, пенсіонер.
У Еммануїла Іоффе дві дочки — Жанна 1968 р. н. і Галина 1975 р. Обидві закінчили БДПУ ім. Горького. Жанна після захисту кандидатської дисертації з біології працює доцентом кафедри ботаніки та основ сільського господарства БДПУ, заміжня, має трьох дочок. Галина у 1997 році вийшла заміж і виїхала до США, де живе у штаті Нью-Джерсі і займається вихованням трьох дітей. Всього у Еммануїла Іоффе шість онуків.

## Основні публікації
- В. И. Пичета как историк социально-экономического развития Белоруссии в эпоху феодализма (XV—XVII вв.). Автореферат диссертации на соискание учёной степени кандидата исторических наук. — Мн., 1974, 21 с.
- Выхоўваць павагу да закона. — Мн., 1978, 120 с.
- Академик В. И. Пичета. Страницы жизни. — Мн., 1981 (в соавт. с Копысским, Грицкевичем, Чепко и др.).
- Березино. Историко-экономический очерк. — Мн., 1986, 80 с.
- Учебно-методическое пособие к курсу «Историография истории СССР». — Мн., 1986.
- Советские военачальники на белорусской земле. Путеводитель по местам жизни и деятельности. — Мн. : Полымя, 1988. — 239 с. — ISBN 978-5-345-00006-9.
- Роль правового воспитания детей в условиях коренной перестройки социально-экономического развития советского общества. — Мн., 1989, 16 с. (в соавт. с Л. Р. Кравченко).
- Из истории белорусской деревни (Советская историография социально-экономического развития белорусской деревни середины XVII — первой половины XIX в.). — Мн., 1990, 248 с.
- Основы политологии. Учебно-методическое пособие. — Мн., 1991, 122 с. (в соавт.).
- Асновы паліталогіі. Вучэбны дапаможнік. Ч.1. — Мн., 1992, 125 с. (в соавт.).
- Палітычная сістэма Рэспублікі Беларусь. Вучэбны дапаможнік па спецкурсу. — Мн., 1995, 52 с. (в соавт.).
- Канцэпцыя нацыянальна-культурнага развіцця нацыянальных меншасцей Беларусі. — Мн., 1996, 35 с. (в соавт.).
- Страницы истории евреев Беларуси: Краткий научно-популярный очерк. — Мн. : Арти-Фекс, 1996. — 294 с. — ISBN 978-985-6119-04-3.
- Асновы паліталогіі. Вучэбны дапаможнік. Ч. 3. — Мн., 1996, 142 с. (в соавт.
- Кароткі тлумачальны слоўнік палітычных тэрмінаў. — Мн., 1997, 53 с. (в соавт.);
- Евреи: По страницам истории / в соавт. с С. М. Асиновским. — Мн. : Завигар, 1997. — 320 с.
- Паліталогія. Вучэбны дапаможнік у 2 частках. Ч.1. — Мн., 1997, 151 с. (в соавт.).
- Паліталогія. Вучэбны дапаможнік у 2 частках. Ч.2. — Мн., 1997, 155 с. (в соавт.).
- Прошлое и настоящее евреев Беларуси. Сборник статей. — М., 1998, 64 с.
- Мудрые еврейские сказки. — Мн., 1999, 272 с. (сост. совм. с Г. Л. Релесом).
- Джойнт в Беларуси. — Мн., 1999, 94 с. (в соавт. с Б. А. Мельцером);
- Социология. Учебно-методическое пособие. — Мн., 2000, 63 с.
- Социология молодёжи. Материалы к спецкурсу. — Мн., 2000, 31 с.
- Политическая культура и права молодёжи. Учебное пособие по спецкурсу. — Мн., 2000, 37 с.
- Иностранные евреи в Тростенецком лагере смерти. — Мн., 2000, 19 с.
- Лэхаим. Из еврейского фольклора. — Мн., 2000, 383 с. (сост. совм. с Г. Л. Релесом)
- Белорусские евреи в Израиле. Библиографический справочник. — Мн. : Ковчег, 2000. — 208 с. — ISBN 978-985-6056-40-9..
- По достоверным источникам. Евреи в истории городов Беларуси. — Мн. : Четыре четверти, 2001. — 352 с.
- История евреев Беларуси. Программа спецкурса. — Мн., 2002, 24 с.;
- Холокост в Беларуси. Документы и материалы / сост., в соавт. с Г. Кнатько и В. Селеменовым. — Мн. : НАРБ, 2002. — 276 с. — 1000 екз. — ISBN 978-985-6372-24-0.
- Социология. Учебное пособие для студентов педагогических и гуманитарных специальностей высших учебных заведений. — Мн., 2002, 322 с. (в соавт.).
- Социология. Практикум. — Мн., 2000, 66 с. (автор-сост. совм. с В. А. Зенченко и Л. М. Ракитской).
- История Беларуси XVIII-XX вв. Учебно-методическое пособие. — Мн. : БГУ, 2003. — 80 с. — 100 екз. — ISBN 978-985-445-828-1.
- Белорусские евреи: трагедия и героизм: 1941—1945. — Мн., 2003. — 428 с. — 100 екз.
- Социальный статус студенческой молодёжи Беларуси в условиях трансформируемого общества. Учебно-методическое пособие — Мн., 2006, 31 с. (в соавт. с Г. И. Степановым).
- Абвер, полиция безопасности и СД, тайная полевая полиция, отдел «Иностранные армии — Восток» в западных областях СССР. Стратегия и тактика. 1939—1945. — М. : АСТ, 2007. — 384 с. — 3000 екз. — ISBN 978-985-16-3241-7.
- От Мясникова до Малофеева. Кто руководил БССР. — Мн. : Беларусь, 2008. — 287 с. — 2000 екз. — ISBN 978-985-01-0803-6.
- Нобелевские лауреаты с белорусскими корнями / в соавт. с Ж. Э. Мазец. — Мн. : Беларусь, 2008. — 159 с. — 2000 екз. — ISBN 978-985-01-0755-8.
- Высшее партизанское командование Белоруссии, 1941—1944: справочник / в соавт. — Мн. : Харвест, 2009. — 270 с. — ISBN 978-985-01-0836-4.
- Когда и зачем Гитлер и другие высшие чины нацистской Германии приезжали в СССР? — Мн. : Харвест, 2010. — 511 с. — 3000 екз. — ISBN 978-985-16-8262-7.